# Teretistris
Teretistris (česky lesňáček, toto jméno je však využíváno pro více různých rodů) je rod pěvců řazený do samostatné čeledi Teretistridae. Zahrnuje pouze dva druhy pocházející z Kuby. 

## Systematika
Za popisnou autoritu rodu Teretistris je pokládán německý ornitolog Jean Cabanis (1855). Rod se dělí na následující dvojici druhů:
- Teretistris fernandinae (Lembeye, 1850) – lesňáček západokubánský;
- Teretistris fornsi Gundlach, 1858 – lesňáček východokubánský.

Lesňáčci rodu Teretistris tradičně vystupovali přímo v rámci širší čeledi lesňáčkovitých (Parulidae). Molekulárně-fylogenetická studie Lovette & Bermingham (2002) nicméně dospěla k závěrům, že zatímco většina tradičně uznávaných lesňáčkovitých tvořila dobře podporované monofylum, rody Teretistris, Microligea, Zeledonia, Icteria, Granatellus a Xenoligea vystupovaly mimo tento klad. Studie Klicka & kol. (2007) vyhodnotila rod Teretistris jako sesterský vůči rodu Spindalis, naproti tomu práce Barker & kol. (2013) dospěla k závěru, že rod Teretistris utváří klad společně s rody Icteria a Zeledonia a čeleděmi Parulidae a Icteridae (česky vlhovcovití). Studie z roku 2013 zároveň doporučila, aby byl rod Teretistris hodnocen v rámci samostatné čeledi Teretistridae Baird, 1864. K témuž přístupu se k červnu 2024 kloní i IOC World Bird List.
Rod Teretistris představuje jednu z linií odvětvujících se uvnitř širšího kladu sdružujícího zpěvné s devíti ručními letkami („nine-primaried oscine group“).

## Popis

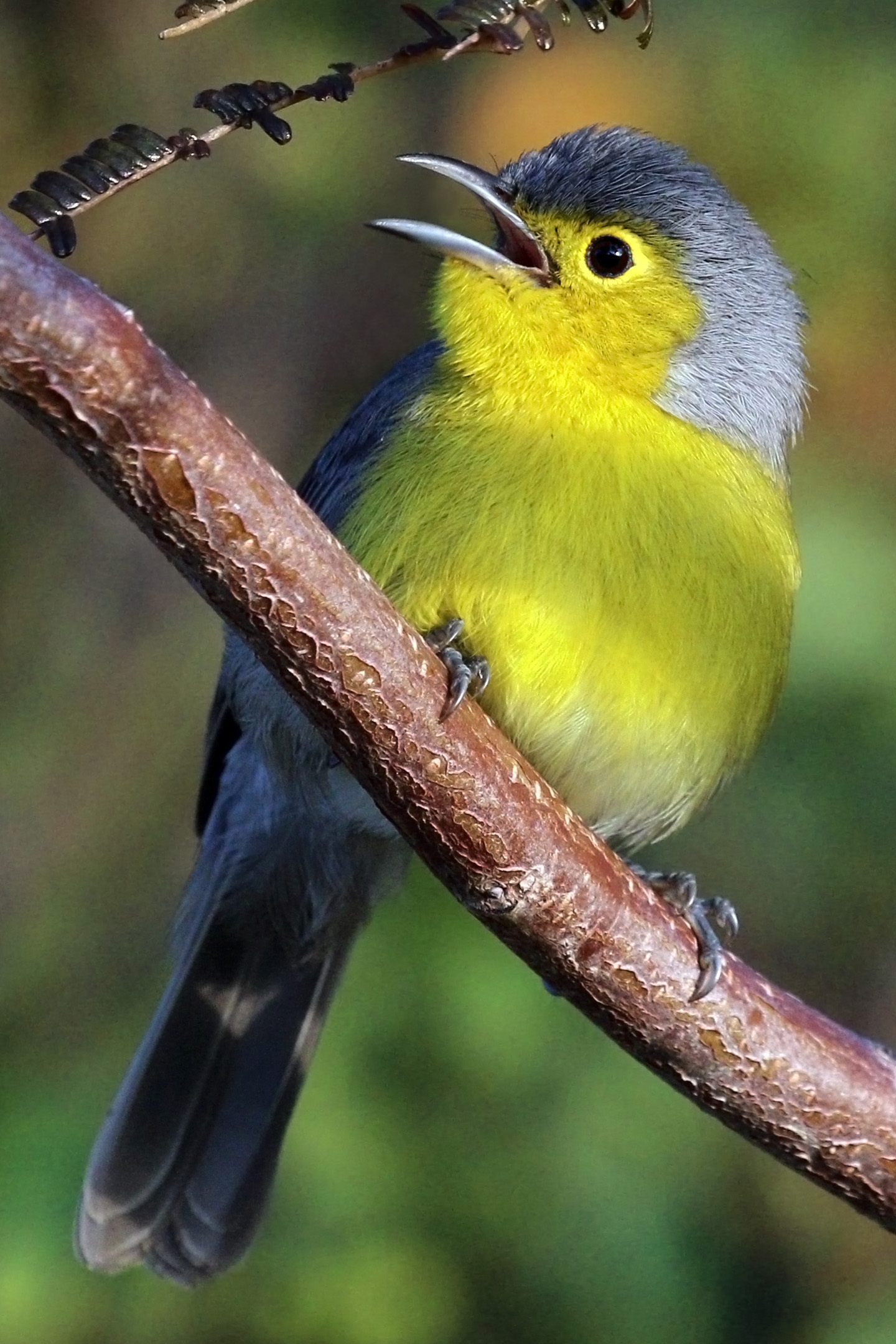
Teretistris fornsi

Jde o menší pěvce se zaoblenými křídly, středně dlouhým ocasem a středně velkou hlavou, již nese krátký, ale mohutný krk. Zobák je velmi mírně zahnutý směrem dolů. V případě lesňáčka západokubánského činí celková délka těla asi 13 cm a hmotnost 6,5–18,5 g, lesňáček východokubánský dosahuje podobné velikosti, ale jeho hmotnost se odhaduje na 7,4–13 g. Zbarvení peří se pohybuje převážně v šedých a žlutých odstínech, přičemž v případě obou druhů se objevuje nápadný žlutý oční kroužek. Není vyvinut výrazný pohlavní dimorfismus.

## Ekologie a chování
Oba dva druhy lesňáčků se vyskytují výhradně na Kubě a přidružených ostrovech, jako je Ostrov Mládeže. Co se týče přirozeného prostředí, jde o poměrně přizpůsobivé pěvce, kteří žijí především v různých typech lesů se zachovalým podrostem, stejně jako v křovinatých stanovištích na vyprahlejších lokalitách. Vyskytují se jak v nížinách, tak v horských oblastech. Živí se především hmyzem a dalšími bezobratlými, oba dva druhy jsou nicméně známy i tím, že dovedou přemoci menší obratlovce, jako jsou ještěrky. Část jídelníčku tvoří i plody. Mimo období hnízdění mají tito ptáci ve zvyku utvářet hejna, jež se navíc sdružují i s hejny ostatních místních pěvců.
Oba dva druhy se ozývají bzučivým zpěvem, jenž prokládají sladšími a melodičtějšími tóny.
Hnízdní sezóna připadá na měsíce mezi březnem a červencem. Jednoduchá otevřená hnízda si lesňáčci staví ve vegetaci nízko nad zemí, přičemž je často ukrývají v hustých trsech epifytních tilandsií. Snůška činí 2 nebo 3 vejce, inkubace trvá 8 až 9 dní a mláďata na hnízdě zůstávají 10 až 11 dní. Informace o hnízdění však v případě obou druhů zůstávají sporé.

## Ohrožení
Oba dva druhy považuje Mezinárodní svaz ochrany přírody za málo dotčené (k červnu 2024).